# Daniel Meagher
Daniel Joseph Meagher (ur. 10 listopada 1961 w West Wyalong) – australijski duchowny katolicki, biskup pomocniczy Sydney od 2021.

## Życiorys
Święcenia kapłańskie przyjął 2 lipca 1995 i został inkardynowany do archidiecezji Sydney. Pracował głównie jako duszpasterz parafialny, był także m.in. diecezjalnym duszpasterzem powołań, kierownikiem programu formacyjnego dla diakonów oraz rektorem seminarium w Sydney.
18 listopada 2021 papież Franciszek mianował go biskupem pomocniczym archidiecezji Sydney oraz biskupem tytularnym Pocofeltus. Sakry udzielił mu 8 grudnia 2021 arcybiskup Anthony Fisher.